# Charles Swift

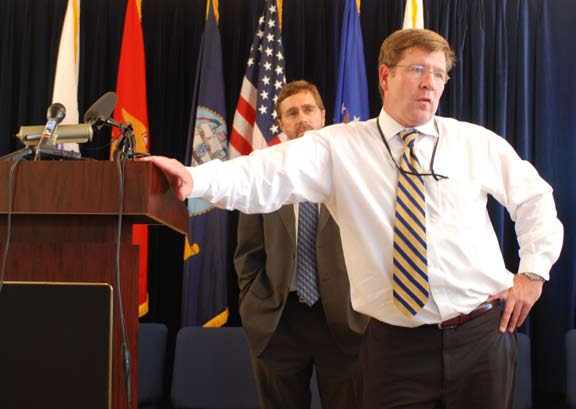
Charles Swift

Charles Swift (* 1962 in Franklin, North Carolina) ist ein ehemaliger Lieutenant Commander der US Navy, der als Militärjurist im Judge Advocate General’s Corps diente. Zuletzt war er im Office of Military Commissions des US-Verteidigungsministeriums eingesetzt, das im Februar 2004 etabliert wurde um die Guantánamo-Militärtribunale zu verwalten. Er vertrat auch den Antragsteller des Prozesses Hamdan gegen Rumsfeld. Seit 2007 ist er Außerplanmäßiger Professor an der School of Law der Emory University in DeKalb County, Georgia.

## Leben
Swift schloss 1984 die US Naval Academy in Annapolis mit einem Bachelor of Science in Geschichte ab. 1985 lernte er an der Division Officers School in San Diego (Kalifornien). Im Jahr 1994 machte er an der Seattle School of Law seinen Doktor der Jurisprudenz und besuchte den Basiskurs für Juristen an der Naval Justice School.
Nach seinem Abschluss an der US Naval Academy diente er von 1985–87 als Schadenskontrollassistent an Bord der Niagara Falls in Agana (Guam), 1988–90 als Navigator auf der Rathburne (Pearl Harbor, Hawaii) und von 1990–91 als Assistent für Internationale Ausbildung an der Surface Warfare Department Head School in Newport (Rhode Island).
Er schied 1991 aus dem aktiven Dienst aus, um an der Seattle School of Law zu studieren. Nachdem er dort mit Auszeichnung bestanden hatte, kehrte er in den aktiven Dienst zurück und diente im Judge Advocate General’s Corps der US Navy (JAGC). Seine Verwendung beim JAGC von 1995–97 war die eines Verteidigungsberaters und juristischen Offiziers im Naval Legal Service Nordwest. Hier wurde er auch als Junior Officer des Jahres 1997 ausgezeichnet. Seine nächste Verwendung war von 1997 bis 2000 die des Staff Judge Advocate und Spezialassistent des US-Staatsanwalts für die Marinebasis Roosevelt Roads auf Puerto Rico. Danach wurde er bis 2003 als leitender Offizier der zweitgrößten juristischen Abteilung der US Navy auf der Marinebasis Mayport (Florida) eingesetzt. 2003 wurde er als Verteidigungsberater bzw. Militäranwalt in das Büro für Militärtribunale (Office of Military Commissions) versetzt.
Swift verteidigte 2006 Salim Ahmed Hamdan im Prozess Hamdan v. Rumsfeld. Hamdan war Leibwächter und Fahrer der al-Qaida-Führungsfigur Osama bin Laden. Er erwirkte als Verteidiger ein Grundsatzurteil des Obersten Gerichtshofs der USA. Am 29. Juni 2006 wurde entschieden, dass die Militärtribunale im Gefangenenlager Guantánamo nicht rechtens sind. Präsident George W. Bush habe seine Kompetenzen überschritten, urteilten die Richter. Ein Bestandteil des Urteils ist, dass die von Bush eingerichteten Militärtribunale in der Guantánamo-Bucht verfassungswidrig sind. Swift kommentierte die Entscheidung mit den Worten: „Es war ein langer Weg.“.
Swift hatte bis zu diesem Zeitpunkt über neun Jahre Prozesserfahrung, davon sechs als Rechtsbeistand. Dabei hatte er über 150 Soldaten vertreten (20 davon vor einem Militärgericht). Im Dezember 2005 wurde Charles Swift vom National Law Journal zum Juristen des Jahres gewählt.
Im Herbst 2006 wurde bekannt, dass die US Navy seine anstehende Beförderung verweigerte und damit effektiv seine Karriere in der Navy beendete. Lieutenant Commander Swift kündigte an, im Frühjahr 2007 aus der Navy auszuscheiden.
Seit 2007 ist er außerplanmäßiger Gastprofessor an der School of Law der Emory University in DeKalb County, Georgia und amtierender Direktor der neu gegründeten International Humanitarian Law Clinic.
Seine Auszeichnungen umfassen u. a.: die Navy Commendation Medal mit zweifachem Eichenlaub, die Navy Achievement Medal mit sechsfachem Eichenlaub, die Navy Expeditionary Medal, die Humanitarian Service Medal und den Sea Service Ribbin mit vierfachem Eichenlaub.

## Verweise